# 大浦信行
大浦 信行（おおうら のぶゆき、1949年 - ）は、日本の芸術家、映画監督。
昭和天皇をモチーフとして扱った作品である《遠近を抱えて》が展覧会の後に問題作として画集が焼却され、それに対して裁判を起こした。

## 経歴
1949年に富山県で生まれた。1956年東京都に転居。19歳で画家を志し、絵画制作を始めた。1971年國學院大學を卒業し、ケニヤ画廊にて個展を行った。1972年、24歳で8mm映画製作を開始した。また、プリントアートギャラリーにて個展を行った。1973年、ジャパン・アート・フェスティバルに出展した。1974年東京、天井桟敷館にて映像による個展に出展したほか、アンダーグラウンドシネマ新作展、100フィートフィルムフェスティバルに出展した。その後1976年から1986年にかけてニューヨークに滞在し、その内7年間は荒川修作の元で助手を務める。1977年リュブリアナ国際版画ピエンナーレに出品した。1978年クラコウ、ノルウェー、フレッヘンの各国際版画ピエンナーレ、ブルノ国際グラフィックデザインピエンナーレに出品した。1982年頃、後述する『遠近を抱えて』を展示できる画廊がなかった頃に、人づての紹介で針生一郎と出会う。
1983年にはサブラ・シャティーラ美術展で展示を行った。1984年東ベルリンのインターグラフィック'84、東京のギャラリー山口で個展を行った。1985年リュブリアナ国際版画ピエンナーレ、エンバ美術賞展、また栃木県立美術館の1985年日本の版画に出品した。帰国した1986年から彫刻制作を開始した。1986年の富山県立近代美術館事件(後述)の後に1995年天皇作品問題を描いた映像作品《遠近を抱えて》発表。それ以降も、天皇の表現についての作品を作り続けている。2002年には『日本心中』の続編である『針生語録』を製作中とある。

## 作品の展示と議論
発端は1986年に富山県立近代美術館で開催された「富山の美術 '86」展である。この展示で展示された当作品は10点が審議を経て購入、収蔵された。展示会では特に混乱は発生しなかったものの、展覧会終了後県会議員による県議会での批判がマスコミに報道され、右翼団体や神社関係者から作品とその図録の非公開もしくは処分が求められるようになった。この図録の非公開は県立図書館にまで及び、日本図書館協会の図書館の自由に関する調査委員会が非公開を批判する見解を出すなど、図書館における非公開が「表現の自由」や「知る権利」を侵害したとして問題となった。その後1993年に県は、作品と図録の保有が管理運営上の問題になるとして、作品の売却と図録残部の焼却処分を決定した。これに対して作品公開を求めた作家と市民らが住民訴訟を提起し、一審で一部勝訴したものの、控訴審で敗訴し、上告が棄却された。
2009年には沖縄県立美術館の「アトミックサンシャインの中へ in 沖縄 ─ 日本国平和憲法第九条下における戦後美術」展で同作のうち14点が展示される予定であったが、検閲され展示拒否された。この展覧会はニューヨークのPuffin Roomや東京の代官山ヒルサイドフォーラムを既に巡回しており、その際同作品は展示されていた。大浦は当時行われたシンポジウムの中で経緯を説明している。それによると、2007年の7月頃に企画担当のキュレーターから世界で九条に関する展覧会を行いたいという申し出があり、大浦は出品許可を出した。キュレーターから11月末と2月に事後報告で電話があり、その中で沖縄県での展示で《遠近を抱えて》が展示拒否となったことから、代替として『日本心中』を上映したいという申し出があり、大浦はそれを論点のすり替えであるとして退けた。大浦はこのことに関して、キュレーターの沖縄県の抱えている問題に対する吟味が不足していたことを指摘している。
2019年8月1日に開幕したあいちトリエンナーレ2019の企画展「表現の不自由展・その後」にて、大浦の『遠近を抱えて PartII（4点）』が出展された。公式サイトの解説によると、本作には富山県立近代美術館による大浦の作品の焼却を彷彿させるシーンがある。このシーンについて、産経新聞によると、昭和天皇の肖像を燃やした灰を足で踏むものとして、他の出展作品とともに、不快とする意見や政治性を帯びた侮辱やヘイトとも受け取られかねないとして批判の声があがった。同企画展は同月3日を最後に中止した（経緯の詳細は、あいちトリエンナーレ#あいちトリエンナーレ2019を参照）。
同年広島県尾道市の百島（ももしま）で開催された「ひろしまトリエンナーレ」のプレイベントの展示会でも、昭和天皇に裸体の女性をコラージュした作品や、昭和天皇の頭の上から核兵器のキノコ雲が立ち昇る横で和服の女性が舞う作品を展示している。これは2020年秋に広島県の尾道市・三原市・福山市で「ひろしまトリエンナーレ」が開催予定であり、そのプレイベントが各地で開催されていた。その関連イベントの1つとして尾道市百島（ももしま）の「アートスペース百島」で開催された「百代の過客」で、「あいちトリエンナーレ」の「表現の自由と不自由展」で問題視された作品や関連した作品の展示が行われた。展示された大浦信行の作品は、昭和天皇と女性の裸体の下半身や骸骨をコラージュしたグロテスクな版画や、昭和天皇の頭から原爆のキノコ雲が立ち昇る写真等であり、映像では天皇の写真を燃やして踏みつける動画が上映された。「あいちトリエンナーレ」でも展示を行った大浦と小泉明郎を含め、作家5人が27作品を展示し、期間中に「表現の不自由」をテーマにした討論会を3回開催した。これらの展示は柳幸典が主催する『NPO法人 アートベース百島』によって企画され、県や実行委員会はその内容を事前に把握していなかった。これらの作品によって広島県に多数の苦情や抗議が殺到し、県議会でも多数の議員が強い憤りを表明したとされる。この展示に対する助成金は既に交付済みだった。展示は10月5日から12月15日まで行われた（ただし開館は土日祝日のみ）。大浦信行の作品が展示されているフロアは撮影禁止とされた。広島の湯崎知事は、この展示会に対する抗議の釈明会見を行い、2020年の「ひろしまトリエンナーレ」への体制について説明した。

### 大浦自身の作品に対する見解
『遠近を抱えて』について大浦はあくまで自画像であると主張している。自画像ではあるが、あくまで本人の内面に焦点を当てたものであり、それを取捨していくことで作品を作り上げたとしている。そのため、本作には大浦の姿はない。作品の構想はニューヨーク在住時に思い付いたものであったが、ただ自分の姿を描くだけでは21世紀の自画像足りえないと考えた。今まで自分だと捉えていたものを外側に投げることで自画像が無名性を獲得し、人々と共有できるものになると考えたとしている。ニューヨークに長く住んでいたせいもあり、自分と世界を取り巻く時間や空間を、新たに捉え直したいと考え描いたものであると主張している。その中で近代日本が作り出した近代天皇制について触れざるを得なかったとしている。

### 第三者の作品に対する見解
針生は日本の画家たちは戦後以降、天皇制を日常的に捉えられなくなっており、論理的な分析が必要であるが画家たちはそれが不得手であるとしている。

## 代表作

### 挿絵
- 『新編　善人は若死にをする』
- 『君、見よ、双眼の色』

### 版画
- 遠近を抱えて(1982年-1985年)

### 映画
- 日本心中前編[26]　(2002年[27])

2001年本作は山形国際ドキュメンタリー映画祭に招待された。その際観客から針生にも大浦にもはぐらかされた感じがする、という意見が出ている。これに対して大浦は自分の映画に対するスタンスが、映画は見た人が自身でもう一つの物語を作り上げるための記憶・イメージの装置であると主張している。
- 9.11-8.15日本心中(2006年[27])
- 天皇ごっこ (2011年)
- 靖国・地霊・天皇 (2014年)